# Calcahualco (municipalité)
La municipalité de Calcahualco est l'une des 212 municipalités de l'État de Veracruz, et est située dans la partie centrale de cet État. Elle se situe à l'ouest du golfe du Mexique, sur les contreforts de la chaîne de montagnes de la Sierra Madre orientale, et se trouve à cheval entre les bassins versants du fleuve Río Jamapa et de son principal affluent, la rivière Río Cotaxtla. Ces deux cours d'eau prennent leur source sur son territoire, sur les glaciers du pic d'Orizaba, qui culmine à 5675 mètres. Son chef-lieu est la ville éponyme de Calcahualco. Elle est limitrophe de l'État de Puebla au nord et à l'ouest. Elle dépend de la région administrative de Las Montañas, qui est une des 10 subdivisions administratives de l'État de Veracruz.

## Géographie
La municipalité de Calcahualco se trouve La municipalité de Coscomatepec se trouve pour l'essentiel dans le bassin versant du fleuve Río Jamapa, qui la traverse en formant un arc de cercle depuis sa source sur le glacier Jamapa du pic d'Orizaba, qui culmine à 5675 mètres. Ce fleuve forme brièvement sa limite à l'ouest. Sa limite sud est formée par son principal affluent, la rivière Río Cotaxtla, qui partage les mêmes sources glaciaires. Assise au cœur du massif montagneux de la Sierra Madre orientale, son altitude oscille entre 1400 et 5500 mètres. Le volcan du pic d'Orizaba, qui fait partie de la cordillère Néovolcanique, se trouve dans ses confins sud-ouest, et se poursuit dans l'État voisin de Puebla. Son chef-lieu, la ville éponyme de Calcahualco, se trouve dans ses confins nord-est, sur la rive sud du Río Jamapa. Ce territoire couvre une superficie de 134,2 km2, et était peuplé en 2020 de 13 701 habitants, pour une densité de 102,1 habitants par km2.
Cette municipalité est limitrophe au nord et à l'ouest, dans l'État de Puebla, de celles de Chichiquila, de Quimixtlán, de Tlachichuca, et de Chalchicomula de Sesma. Elle limitrophe au sud, dans l'État de Veracruz, de la municipalité de La Perla, d'Alpatláhuac, et au sud et au sud-est, de celle de Coscomatepec.

## Composition et démographie
La municipalité était composée en 2020 de 35 localités, dont aucune n'était considérée comme urbaine, toutes étant rurales.
| Localité            | Population |
| ------------------- | ---------- |
| Cruz Verde          | 1151       |
| Calcahualco         | 1100       |
| Excola              | 1016       |
| Tecuanapa           | 953        |
| Nueva Vaquería      | 705        |
| Reste des localités | 8776       |
| Total population    | 13 701     |

En plus de l'espagnol, plusieurs langues amérindiennes sont parlées dans la municipalité, dont les principales sont par ordre d'importance : le nahuatl, dans une moindre mesure le mixe, le mazatèque et le totonaque, les autres étant très marginales.

## Histoire
Antérieurement à 1531 et à la fondation du premier couvent franciscain de Xalapa, un couvent franciscain est fondé à Calcahualco. Celui-ci se trouvait, avant son transfert à Xalapa, sur une route commerciale importante. La paroisse qui se développe ensuite durant la période hispanique à Calcahualco est placée sous le patronage de Saint Sauveur, et dépendait du diocèse de Tlaxcala, qui s'étendait alors également dans la partie centrale de l'État de Veracruz.

## Économie

### Agriculture et élevage
La superficie des parcelles semées représentait en 2021 une surface totale de 1529 hectares, parmi lesquels 905 hectares voués à la culture du maïs, 301 hectares voués à la culture du haricot, et 200 hectares voués à celle de la pomme de terre, localement nommée "papa".
En 2021, la production de viande par tonnes comprenait 28,3 tonnes de viande bovine, 99 tonnes de viande porcine, 20,6 tonnes de viande ovine, 1,9 tonne de viande caprine, 56,2 tonnes de volailles, et 1,9 tonne de dinde. La superficie vouée à l'élevage représentait alors 2449 hectares.